# Tischtennis (Freizeitsport)

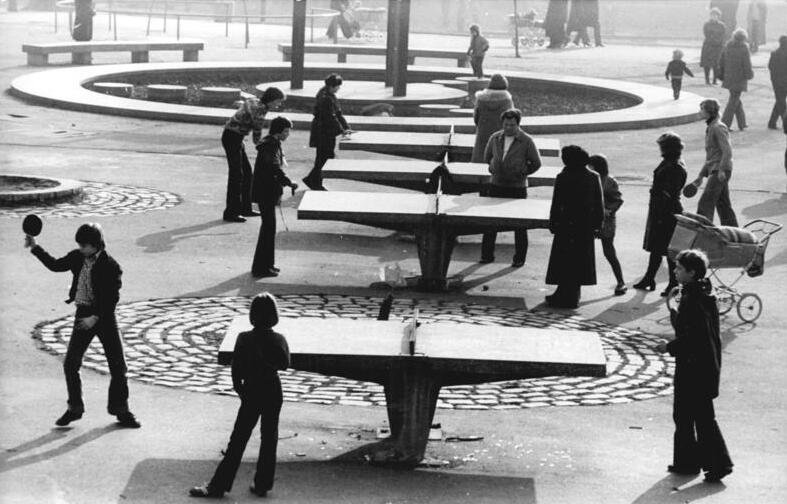
Jugendliche spielen Tischtennis im Volkspark Friedrichshain, Ostberlin, 1980

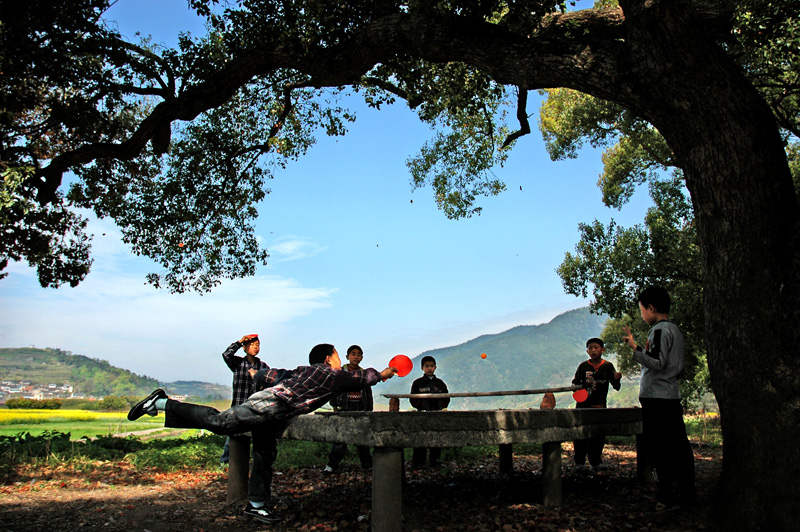
Tischtennisspieler auf dem Lande (in China)

Tischtennis wird nicht nur als Wettkampfsport betrieben, sondern oft auch mit abgeänderten Regeln als Freizeitsport. Häufig wird im Freizeitsport auch die Bezeichnung „Ping-Pong“ benutzt. Manche der Freizeitsportspiele – wie z. B. das Kaiserspiel – finden zusätzlich im Kindertraining für den Wettkampfsport Verwendung.

## Freizeitspiele

### Rundlauf
Seit Anfang der 1930er Jahre in Deutschland verbreitete, besonders im Freizeitbereich populäre Variante des Spiels mit drei oder mehr Spielern. Auch als Chinesisch (Ursprung angeblich in der Heiterkeit des Spiels als Anspielung auf China als „Land des Lächelns“), oder Ringelpietz, Runde, Rondo, Mäxle oder Mühle bekannt, in Österreich auch Rundgangerl, Lauferl, Raser, Rennerts oder Ringerl. Auf einer Seite des Tisches stellen sich mindestens zwei Spieler auf, auf der anderen kann einer bleiben. Nachdem ein Spieler seinen Schlag fehlerlos durchgeführt hat, rennt er auf die andere Seite und stellt sich hier an, um erneut einen Schlag durchzuführen. Jeder, der einen Fehler macht, scheidet aus. Sind nur noch zwei Spieler übrig, wird normal bis drei gespielt. Doch zuerst wird der Ball noch eingeworfen und um den Aufschlag gespielt. Der Gewinner dieser „Um die Angabe“ darf den ersten Aufschlag machen, oder die Tischhälfte wählen. Der Sieger bekommt einen Punkt Krone (den er setzen kann, um bei einem Fehler nicht auszuscheiden). Danach setzen alle wieder ein. Am Ende gewinnt derjenige, der die meisten unbenutzten Punkte (Kronen) hat. Ähnliche Spiele werden von Schulkindern häufig ohne Schläger und/oder mit größeren Bällen (meistens Tennis-, aber auch Basket- oder Fußball), aber nach gleichen Regeln und unter Verwendung einer Tischtennisplatte gespielt. Die größeren Bälle haben außerdem den Vorteil, dass auch bei Wind gespielt werden kann.
Da das Spielsystem und die „Kronen“ dazu führen, dass gute Spieler mehr Spielzeit und damit mehr Erfahrung erhalten und somit noch besser werden, gibt es Varianten, in denen das Kronen setzen nicht möglich oder auf eine Krone pro Spiel begrenzt ist und der Spieler, der als erster ausscheidet, für die nächste Runde ein „Bonusleben“ erhält.

### Englisch
Für drei Spieler gibt es eine Variante, die eine Mischung zwischen Einzel und Doppel ist. Der Spieler, der auf seiner Tischseite allein spielt, darf solange allein spielen, bis er einen Fehler macht. Dann wird gegen den Uhrzeigersinn gewechselt. Punkte sammelt man nur als Alleinspieler. Diese Variante wird als Englisch bezeichnet. Durch den ständigen Wechsel der Doppelpartner und Gegner hat diese Spielvariante die Möglichkeit, die Teamfähigkeit der Spieler sowohl sportlich als auch sozial zu fördern.
In Deutschland wird dieses häufig mit „Schulhofregeln“ gespielt, nach denen der Alleinspielende erst ab seinem siebenten Punkt selbst aufschlagen darf. Dies ist allerdings oftmals nur eine Kann-Regel, der Alleinspielende hat dann kein Anrecht auf den Aufschlag, sondern muss sich diesen „erkämpfen“, indem er versucht den Spielball noch vor dem gegnerischen Team zu fassen. Besitzt er jedoch noch weniger als sieben Punkte, so vollzieht immer der vordere Teamspieler den Aufschlag.
Anders als beim Doppel wird das abwechselnde Spiel der beiden Teamspieler beim Englisch nicht unbedingt vorgeschrieben. Die Auslegung hängt von einer vor Spielbeginn getroffenen Entscheidung ab. Üblicherweise wird eine dieser Regelungen benutzt:
- Die Doppel-Regel gilt, die Teamspieler müssen den Ball streng abwechselnd spielen.
- Die Mittellinie der eigenen Tischhälfte wird als Grenze angesehen, jeder Spieler nimmt die Bälle auf seiner Seite an.
- Es gibt keine Einschränkungen im Spielrecht.

Eine sehr geschwindigkeitsreiche Regelung ist, dass der Aufschlag nicht erst erfolgt, wenn alle Spieler an ihren Positionen stehen, sondern so schnell wie möglich nach dem Fehler des Einzelspielers. Der neue Einzelspieler kann hierbei den Ball mit auf seine Tischhälfte nehmen, wenn er selbst aufschlagen darf oder muss ihn in der Tischhälfte der Gegner belassen (meist direkt am Netz), wenn er weniger als 7 Punkte hat. Bei dieser Regel ist es möglich, dass durch viele aufeinanderfolgende Fehler und einen schnellen Aufschlag nahezu ein Rundlauf wie beim Chinesisch entsteht.
Um das Mitdenken und korrekte Zählen der Punkte durch die Spieler anzuregen, gibt es eine Regelung, die einem Spieler bei Nichtbeachtung einen deutlichen Punktabzug einbringen kann. Diese besagt, dass jeder Spieler bei Erreichen bestimmter Punktzahlen dies sofort durch deutliche Nennung eines „Schlüsselwortes“ ansagen muss. Geschieht dies nicht noch vor dem nächsten Aufschlag oder melden die anderen Spieler berechtigte Zweifel an der deutlichen Wahrnehmung des Schlüsselwortes, so verliert der Spieler fünf Punkte.
| Punktzahl | Schlüsselwort (männlich / weiblich) |
| --------- | ----------------------------------- |
| 10        | Prinz / Prinzessin                  |
| 20        | König / Königin                     |
| 30        | Kaiser / Kaiserin                   |

Es müsste also ein Spieler beim Erreichen seines 10. Punktes sofort angeben, dass er jetzt ein „Prinz“ sei, während ein Spieler beim Erreichen seines 20. Punktes seinen neuen Status als „König“ verkünden sollte. Verpassen sie dies, so müssen sie im Folgenden mit nur noch 5 bzw. 15 Punkten weiterspielen und beim nächsten Erreichen der entsprechenden Punktzahl auf die deutliche Nennung des Schlüsselwortes achten.
In dem ersten Beispiel würde der Spieler die Erlaubnis zu einem eigenen Aufschlag verlieren und erst mit seinem 7. Punkt wiedererlangen.
Ein übliches Spiel läuft bis zu der Punktzahl von 33 Punkten.
Der Endspurt des Spieles wird also meistens mit der ersten Ernennung eines „Kaisers“ eingeleitet.

### Deutsch

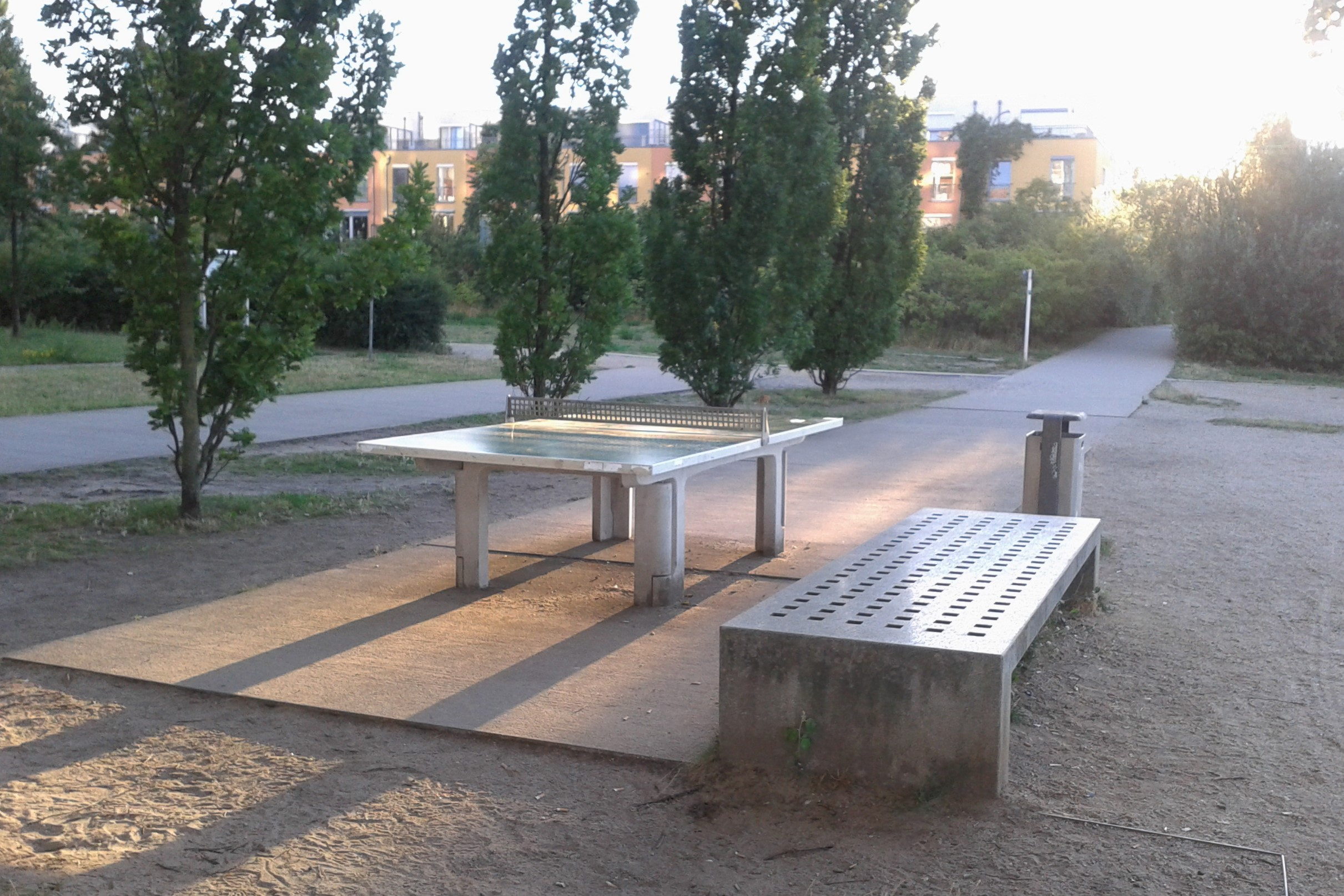
Tischtennisplatte im öffentlichen Raum auf der Halbinsel Stralau in Berlin

Für mindestens drei Spieler gibt es eine weitere Variante, die dem Chinesisch sehr stark ähnelt. In dieser erhält jeder Mitspieler bei Spielbeginn eine gewisse Anzahl von Punkten (meistens 10) gutgeschrieben. Das eigentliche Spiel läuft nun wie bei der Spielart Chinesisch ab, jedoch scheidet ein Spieler nicht sofort aus, wenn er einen Fehler macht, sondern bekommt einen seiner Punkte abgezogen. Wenn ein Spieler auf diese Weise alle Punkte verloren hat, muss er dies lautstark durch die Worte „Ich schwimme.“ verkünden, um die anderen Spieler auf seine Situation hinzuweisen. Er darf nun keinen Fehler mehr machen, sonst scheidet er aus. Einige Schulhofregeln spezifizieren dann, dass ein ausgeschiedener Spieler seinen Schläger als Behinderung für die restlichen Spieler auf eine frei wählbare Stelle des Tisches ablegen muss.
Auf diese Weise abgelegte Schläger geben dem Spiel im weiteren Verlauf noch ein zusätzliches taktisches Moment. Die restlichen Spieler werden nun versuchen einen solchen Schläger zu treffen, wodurch der Ball eventuell in eine unvorhergesehene Richtung abgelenkt wird. Je mehr Schläger auf dem Tisch abgelegt wurden, desto größer sind die dadurch hervorgerufenen Punktverluste bei den verbliebenen Spielern, wodurch die zuerst ausgeschiedenen Spieler nicht allzu lange auf einen erneuten Spieleinsatz warten müssen. Bei der anfänglichen Punktvergabe können außerdem auch jüngere oder unerfahrenere Spieler mit einer größeren Punktzahl bedacht werden, was einen guten Ausgleich der Spielzeit zwischen erfahrenen und unerfahrenen Spielern ermöglicht.
Sind nur noch zwei Spieler übrig, so spielen diese nun ihre restlichen Punkte herunter. Je nach Regeln darf der Spieler mit der höheren oder der mit der niedrigeren Punktzahl aufschlagen. Bei gleicher Punktzahl wird der Ball eingeworfen und zuerst um den Aufschlag gespielt oder das Aufschlagrecht gewechselt. Auch hier sollten die Spieler noch verkünden, wenn sie jeweils keinen Punkt mehr übrig haben und „schwimmen“.

#### Geländetischtennis
Auf der Tischtennisplatte werden verschiedene Gegenstände (Getränkedosen, Werkzeuge, Glühlampen usw.) zufällig verteilt. Dann wird nach normalen Regeln gespielt, das heißt, dass ein Schlag als regelgerecht angesehen wird, der vor oder nach dem Kontakt mit der Platte einen der Gegenstände berührt oder eben nur die Platte.
Die von den verteilten Gegenständen abprallenden Bälle sorgen hierbei oft für ein humoristisches Element, da sie sich völlig unkalkulierbar verhalten.

## Trainingsspiele

### Kaiserspiel
Das Kaiserspiel ist eine beliebte Trainingsspielart des Tischtennis.
Dabei spielen beliebig viele (mindestens vier) Spieler gegeneinander. Die Partien werden gleichzeitig auf verschiedenen, nebeneinander aufgestellten Tischen ausgetragen. Am Anfang werden ein Kaiser-Tisch und ein Bettler-Tisch (teilweise auch Verlierer-Tisch) bestimmt, wobei beide an den Enden der Tischreihe stehen müssen. Die teilnehmenden Spieler verteilen sich dann jeweils paarweise auf die zur Verfügung stehenden Tische. Sollte die Zahl der Spieler mehr als doppelt so groß wie die Zahl der Tische sein, so setzen einige Spieler zunächst aus. Anschließend wird an den Tischen nach Punkten gespielt. Wenn ein zuvor vereinbartes Ziel erreicht ist (zum Beispiel: an einem Tisch ist ein Satz beendet oder es ist eine bestimmte Zeiteinheit beendet) ruft der Spieler, der dieses feststellt, oder der Übungsleiter „Stopp“ und alle Spiele werden mit dem aktuellen Spielstand beendet, außer denjenigen, die zu diesem Zeitpunkt unentschieden stehen. Diese Partien werden weitergespielt, bis ein Sieger feststeht. Der jeweilige Sieger am Tisch bewegt sich einen Tisch weiter in Richtung Kaiser-Tisch, der jeweilige Verlierer einen Tisch in Richtung Bettler-Tisch. Der Sieger des Kaiser-Tisches verbleibt an seinem Tisch und ist der neue Kaiser, der Verlierer des Bettler-Tisches setzt gegebenenfalls aus, um einem der bisher aussetzenden Spieler den Eintritt in das Spiel zu ermöglichen. Anschließend beginnen die Spiele von Neuem. Dieses Verfahren wird solange wiederholt, bis die zur Verfügung stehende Zeit abgelaufen ist.
Insbesondere im Jugend-Training wird das Kaiserspiel häufig dazu eingesetzt, die in der vorherigen Trainingseinheit geübten Schlagtechniken wettkampfähnlich einzusetzen. Dies kann zum Beispiel derart geschehen, dass der aus Richtung Kaiser-Tisch absteigende Spieler ausschließlich Vorhand-Topspin spielen darf und der von dem Bettler-Tisch aufsteigende Spieler ausschließlich mit einem Blockball antworten darf (natürlich sind auch alle anderen Kombinationen denkbar).
Außerdem ist das Kaiserspiel geeignet, um von starren und (mental) anstrengenden Training ein wenig abzukommen und durch lustige Spielvarianten (Penholder, Ping-Pong, Spiel mit der anderen Hand, Spielen ohne Schläger, ‚Headi‘-Spiel etc.) etwas Spaß und Ablenkung einkehren zu lassen.
Der Vorteil (in manchen Situationen auch der Nachteil) des Kaiserspiels ist, dass nach einiger Zeit die Spieler mit annähernd gleicher Spielstärke gegeneinander spielen. Wenn der Trainer den Nachteil ausgleichen und dafür sorgen möchte, dass die stärkeren Spieler häufiger gegen die schwächeren spielen, kann er zu einem bestimmten Zeitpunkt einfach die Richtung ändern und den Kaisertisch zum Bettlertisch erklären. Die stärkeren Spieler müssen sich dann erneut zum Kaisertisch durchkämpfen.

### Spiel am halben Tisch
Als Notlösung (zu viele Spieler / zu wenige Tische) entstanden, hat das Spiel am halben Tisch eine konzentrations- und präzisionsfördernde Wirkung. Vier Spieler spielen an einem Tisch mit zwei Bällen. Jeder Spieler hat nur eine Tischhälfte zur Verfügung. Das Spiel kann parallel oder diagonal durchgeführt werden. Bei der diagonalen Variante kommt es häufiger zu Ballkollisionen. Die Spieler lernen dabei,
- den Ball genau zu platzieren und
- sich nicht durch Umgebungsgeräusche oder peripher erfasste Bewegungen (Zuschauer / Nachbartisch) ablenken zu lassen.

### Weitere Trainings-Spiele
- Topspin-Spiel
- Ballonspiel
- Service-King
- Partner-Board
- Marathon
- Power-Spiel
- 7-Punkte-Ablösespiel
- beidhändiges Tischtennis
- Schwarz-Weiß-Spiel